# Burning Angel
Burning Angel to pierwsze EP szwedzkiego zespołu grającego melodyjny death metal, nazywającego się Arch Enemy. Album został wydany 6 marca 2002 roku. To drugie wydawnictwo grupy z nową wokalistką, Angelą Gossow. Piosenka Starbreaker pochodzi z albumu Sin After Sin Judas Priest.

## Lista utworów
| Nr | Tytuł utworu                       | Długość |
| -- | ---------------------------------- | ------- |
| 1. | „Burning Angel”                    | 4:17    |
| 2. | „Lament of a Mortal Soul”          | 4:04    |
| 3. | „Starbreaker” (cover Judas Priest) | 3:25    |
|    |                                    | 11:46   |

## Twórcy
- Angela Gossow – wokal
- Michael Amott – gitara prowadząca
- Christopher Amott – gitara
- Sharlee D’Angelo – bas
- Daniel Erlandsson – perkusja
- Johan Liiva – wokal w trzecim utworze